# Света Теоклита чудотворка
Света преподобна Теоклита чудотворка (грч. Θεοκλητω η θαυματουργη) је православна светитељка из 9. века. Под владавином иконоборачког цара Теофила, истакла се својим преданим радом у корист сиромашних и хришћанског живота уопште. Православни хришћани верују да су њене нетрулежне мошти извор многих чуда. 
Православна црква је помиње 3. августа као преподобну.

## Биографија
Теоклита је рођена у Теми Оптиматија; њени родитељи су се звали Константин и Анастасија. Њени родитељи, високог друштвеног порекла, натерали су је да се уда за човека по имену Захарија, за кога се каже да га је упутила на „прави пут“.
Током свог живота, за Теоклиту се наводи да је била укључена у бројна хришћанска дела, нарочито тако што је примала многе људе у невољи у свој дом и делила значајне делове свог богатства у добротворне сврхе. Византијска светитељка је позвала своје пријатеље пре своје смрти да са радошћу објаве вест о њеној скорој смрти.
За њено нетрулежно тело се наводи да је стварало чуда.